# Pamparato
Pamparato (Pamparà in piemontese) è un comune italiano di 264 abitanti della provincia di Cuneo in Piemonte.

## Geografia fisica

### Territorio
Pamparato si trova su un territorio interamente montagnoso, ad un'altezza di 816 m s.l.m.
È classificato nella zona sismica 3A(sismicità bassa).
Il comune di Pamparato, oltre al capoluogo, risulta composto anche dalle frazioni Serra, Valcasotto, Arotte, Surie, Tagliate.

### Clima
Il comune è stato inserito nella zona climatica F ed ha un fabbisogno termico di 3327 gradi giorno. La normativa attuale non pone limiti all'accensione degli impianti di riscaldamento.

## Origini del nome
Pamparato deriva dal latino panis paratus (pane pronto), probabilmente è legato alla produttività e fertilità del terreno, che rendeva particolarmente facile la produzione alimentare.
Esiste inoltre una leggenda, che legherebbe l'origine del toponimo Pamparato all'epoca delle incursioni saracene. Si narra che i mori, assediato il borgo per mesi, catturarono un cane del luogo che stava mangiando una pagnotta di pane condito. Gli assalitori, credendo ancora numerose le scorte dei cittadini assediati, al punto che si potevano permettere di nutrire in questo modo anche i cani, lasciarono il villaggio. Dall'esclamazione degli assalitori Habent panem paratum! (Hanno pane condito!) deriverebbe il nome di questo luogo.

## Storia

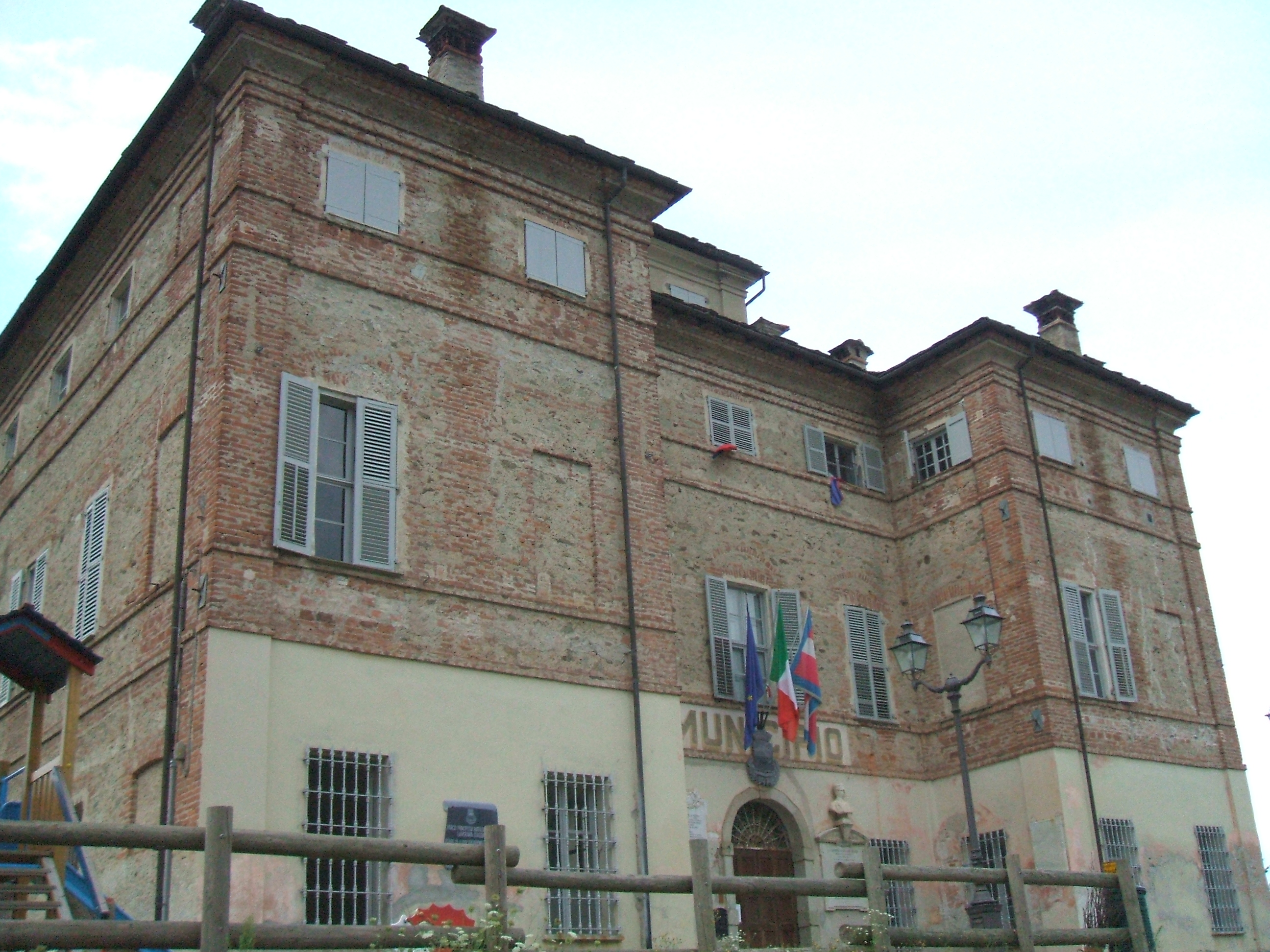
Il castello di Pamparato

Si hanno frammentarie testimonianze di un insediamento presente in zona durante l'epoca romana, ma la prima notizia sicura è del 10 settembre 911, data di un documento in cui Ludovico III del Sacro Romano Impero donò alcune terre limitrofe al comune di Asti e nel quale Pamparato viene menzionato per indicare i confini con dette terre.
Divenuto possesso del marchesato di Ceva, Pamparato venne ceduto dal marchese Guglielmo I di Ceva ad Asti il 5 maggio 1214, per tornare successivamente sotto giurisdizione cebana.
Per l'intero XIII secolo l'area di Pamparato, come quelle circostanti, subirono l'influenza astigiana, resistendo inoltre con le armi alle mire espansionistiche della famiglia Bersani. Successivamente venne annesso assieme al cuneese ed al monregalese ai possedimenti di Carlo I d'Angiò.
Nel XIV secolo la zona di Pamparato venne contesa fra Savoia, Angiò, Visconti, Acaja e Monferrato, passando di mano più volte e subendo le lotte interne fra i fautori di una o di un'altra fazione. Notevole è comunque il fatto che i primi statuti di Pamparato vennero scritti proprio in questo periodo, nel 1391.
Con la morte dell'ultimo Acaja, nel 1418 Pamparato passò sotto il dominio dei Savoia con Amedeo VIII. Degna di nota è la presenza di un rappresentante della famiglia Cordero, avo dei futuri marchesi, nella delegazione di Mondovì inviata a trattare con il duca savoiardo le condizioni della sottomissione. Successivamente un Cordero, Baldassarre, sarà il primo a creare una stamperia in territorio piemontese, a Mondovì, nel 1472.
Il feudo di Pamparato era diviso in zone dette parcelle, controllate dalle famiglie Bonarda Mongarda, Beccaria ed in parte dal cardinale Maurizio di Savoia. I Cordero, presenti a Pamparato dal Seicento e chiamati signori iniziarono la loro ascesa ereditando le parcelle dei Bonarda Mongarda e dei Beccaria per vie matrimoniali, mentre la parte di Maurizio di Savoia venne ceduta alla famiglia Giannazzo che ottennero il titolo di conti. La famiglia Cordero ottenne infine il titolo marchionale, confermato ufficialmente sul finire del XVIII secolo.
Pamparato fu coinvolto nelle guerre del sale contro la corona sabauda, durante le quali probabilmente venne distrutto l'antico castello che sorgeva dove ora si trova quello eretto dai Cordero.
Durante la seconda guerra mondiale le valli attorno Pamparato videro la nascita di importanti formazioni partigiane, alcune delle quali protagoniste della battaglia della Val Casotto nel 1944.

### Simboli
Lo stemma di Pamparato si blasona:

Gonfalone: 
Stemma e gonfalone sono stati concessi con decreto del presidente della Repubblica del 3 marzo 1998.

## Monumenti religiosi
- Parrocchia di San Biagio: posta nei pressi del castello, la sua costruzione ebbe inizio nel 1648 ad opera dell'architetto Giovenale Boetto. Vi si trovano l'altare maggiore in marmi policromi e stile barocco genovese e gli affreschi del pittore Giovanni Borgna, risalenti al periodo compreso fra il 1881 ed il 1894.
- Cappella di San Bernardo: di costruzione particolarmente antica (forse XI secolo), sorge fuori dall'abitato, fra i boschi di castagni. All'interno ci sono affreschi datati 1482 raffiguranti un Cristo pantocratore, scene della vita di san Bernardo ed i simboli dei quattro evangelisti.
- Oratorio di Sant'Antonio: edificio in stile barocco piemontese, opera dell'architetto Francesco Gallo. Venne iniziato bai primi anni del XVIII secolo e terminato tra il 1737 ed il 1740 da un capomastro genovese, Giuseppe Scala.
- Santuario dell'Assunta in frazione Arotte.
- Parrocchia di Santa Maria: ubicata in frazione Serra, è un altro progetto dell'architetto piemontese Gallo.
- Cappella di Santa Lucia, nel capoluogo,
- Chiesa parrocchiale di San Ludovico re, a Valcasotto.

## Monumenti civili e luoghi di interesse
- Castello: risalente al XVIII secolo, era la dimora dei marchesi Cordero di Pamparato. Oggi è adibito a sede municipale.
- Certosa Reale di Casotto: nata come monastero dei monaci certosini nella prima metà del XII secolo, venne distrutta da un incendio nel 1380, subendo altre due volte la stessa sorte nel XVI secolo. Rifondata dopo ogni disastro, la forma odierna si deve ai progetti di Francesco Gallo e Bernardo Vittone che nel 1754 le diedero le sembianze di un'abitazione signorile. Riconsacrata nel 1770, venne abbandonata dai monaci dopo i saccheggi napoleonici per essere acquistata da re Vittorio Emanuele II che la trasformò nella sua residenza per le cacce estive. Per quanto situata in val Casotto, poco sopra il borgo di Valcasotto (Pamparato) dal punto di vista amministrativo la Certosa si trova però in comune di Garessio, posto in Val Tanaro.
- Ponte Murato: detto anche Ponte Romano, di non meglio precisata epoca.
- Il Mulino "napoleonico" a Valcasotto.
- Villa Nasi: imponente residenza in stile Liberty in frazione Serra.
- Conca delle Turbiglie

## Società

### Evoluzione demografica
Lo spopolamento delle valli alpine ha determinato negli ultimi cento anni, a partire dal 1911, una perdita del 85% della popolazione residente.
Abitanti censiti

## Cultura

### Musei
È presente il “Museo degli Usi della Gente di Montagna”, nato nel 1987. Al suo interno troviamo attrezzi da lavoro e di vita quotidiani risalenti al periodo precedente all'avvento del mondo modernizzato.

### Istruzione
Pamparato è conosciuto in quanto sede dell'Istituto di musica antica Stanislao Cordero di Pamparato, fondato nel 1969 e promotore di un festival locale.

### Gastronomia
Pamparato è conosciuta per i Biscotti di Meliga, dolcetti locali con farina di mais, localmente chiamato "méliga" (in piemontese locale "melia"), prodotti anche dal biscottificio omonimo del paese.

## Amministrazione
| Periodo       | Periodo   | Primo cittadino   | Partito                          | Carica  | Note       |
| ------------- | --------- | ----------------- | -------------------------------- | ------- | ---------- |
| 2004          | 2009      | Giovanni Balbo    | indipendente                     | sindaco |            |
| 8 giugno 2009 | 2014      | Fausto Mulattieri | indipendente                     | sindaco |            |
| 2014          | 2019      | Fausto Mulattieri | lista civica                     | sindaco | II mandato |
| 2019          | in carica | Franco Borgna     | lista civica Pamparato nel cuore | Sindaco |            |

### Altre informazioni amministrative
Il comune faceva parte della Comunità montana Alto Tanaro Cebano Monregalese. ed appartiene oggi all'Unione Montana Valli Tanaro e Casotto.